# Junta Assessora per als Estudis de Català
La Junta Assessora per als Estudis de Català fou un consorci format per l'Institut d'Estudis Catalans i la Comissió Delegada de Català d'Òmnium Cultural. Va ser creada el 2 de juliol de 1961 en una reunió que es va portar a terme a casa de Josep M. de Sagarra per part de l'Institut d'Estudis Catalans i Josep M. Casacuberta, Ramon Aramon, Pere Bohigas, J. V. Foix, Josep Miracle, Eduard Artells i Joan Triadú i Font per part d'Òmnium Cultural. L'objectiu era organitzar cursos de llengua catalana i certificats a diversos nivells amb la intenció d'habilitar un cos de professors de llengua catalana donant els primers certificats el 1962. Amb el restabliment de la Generalitat el 1978 es va crear el Servei d'Ensenyament en Català (SEDEC) que va passar a encarregar-se de la normalització lingüística mentre el JAEC col·labora amb la institució centrant la seva tasca a impartir docència i expedir títols de professorat per a l'ensenyament d'adults.